# Gasthof Drei Kronen (Memmelsdorf)

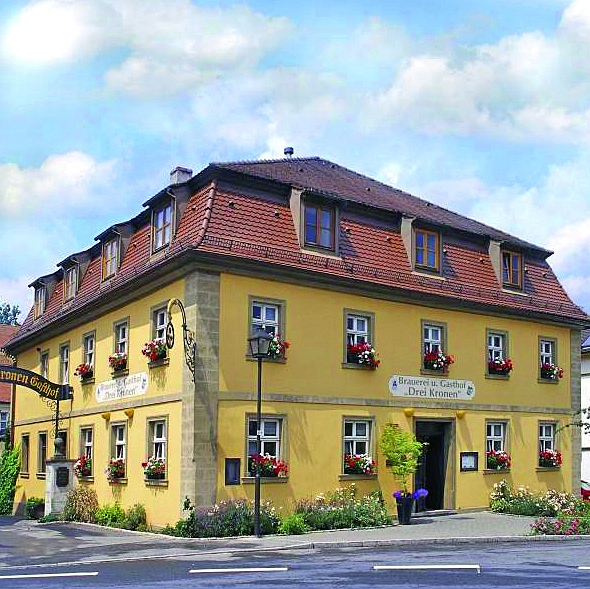
Das Gebäude der Brauerei Drei Kronen in Memmelsdorf

Der Betrieb Hotel & Brauereigasthof Drei Kronen ist ein denkmalgeschützter Gebäudekomplex in Memmelsdorf in Bayern.

## Geschichte
Das Anwesen mit Schankerlaubnis wurde erstmals 1457 erwähnt, als es ein Schneider erwarb. 1748 wurde das heutige Gebäude errichtet, es diente zunächst der Vogtei von Memmelsdorf. Schon vor dem Zweiten Weltkrieg beherbergte das Haus einen Hof mit Brauerei und Gaststätte. Nach dem Krieg wurden die ehemaligen Gesindekammern als Hotelzimmer ausgebaut. In den 1970er Jahren wurde das Hotel weiter ausgebaut und der Betrieb modernisiert. Die letzte große Umbaumaßnahme war im Jahr 2017, als der Dachstuhl des rückliegenden Gebäudes neu errichtet wurde. Im Zuge der Maßnahme wurden neun neue Hotelzimmer eingerichtet.

## Architektur
Der Kern des Hauptgebäudes in der Memmelsdorfer Hauptstraße stammt aus dem 18. Jahrhundert. Das ursprüngliche Walmdach wurde durch ein Mansardwalmdach ersetzt. Der Eisturm ⊙ mit Attika und Erkertürmchen wurde um 1880 in Backsteingotik erbaut. Beide sind Kulturdenkmäler nach dem bayerischen Denkmalschutzgesetz.
Das Gebäude ist Gasthof, Hotel und Bierbrauerei.